# Боде
Боде су насељено мјесто у Босни и Херцеговини у општини Бугојно које административно припада Федерацији Босне и Херцеговине. Према попису становништва из 1991. у насељу је живјело 41 становника. Становништво је у време Југословенског грађанског рата расељено (избегло) на територију Србије и Републике Српске (Бања лука, Бијељина).

## Историја
Село је добило име јер су сељаци били познати по вештини руковања мачем, ножем, косачом, копљем и другим врстама бодежа.
Сматра се да је братство „Бодо” од кад постоји (од XV века) живело на простору Херцеговине а касније средње Босне. По једном усменом предању вуку исте корене као средњовековна династија
Косача (из које су Влатко Вуковић, Сандаљ Хранић, херцег Стеван...)

## Становништво
| Националност       | 1991. | 1981. | 1971. | 1961. |
| Срби               | 41    | 74    | 93    | 80    |
| остали и непознато |       |       |       |       |
| Укупно             | 41    | 74    | 93    | 80    |

| Демографија | Демографија | Демографија |
| Година      | Становника  | Становника  |
| ----------- | ----------- | ----------- |
| 1961.       | 80          |             |
| 1971.       | 93          |             |
| 1981.       | 74          |             |
| 1991.       | 41          |             |